# Остін (Манітоба)
О́стін (англ. Austin) — село розташоване у західній частині канадської провінції Манітоба обабіч Транс-Канада Хайвей близько 110 км західніше від Вінніпегу. Воно належить до муніципалітету Норт-Норфолк.
Поселення отримало своє ім'я 1881 р. від Джона Кемпбелла, який будучи на той час четвертим Генерал-губернатором Канади здійснював інспекцію будівництва канадської тихоокеанської залізниці. Свого часу сюди були переселилися багато німецьких іммігрантів менонітів.
В селі діють початкова школа, пошта, хокейна арена, що використовується також для гри в керлінг, два магазини та кредитна спілка.

## Галерея

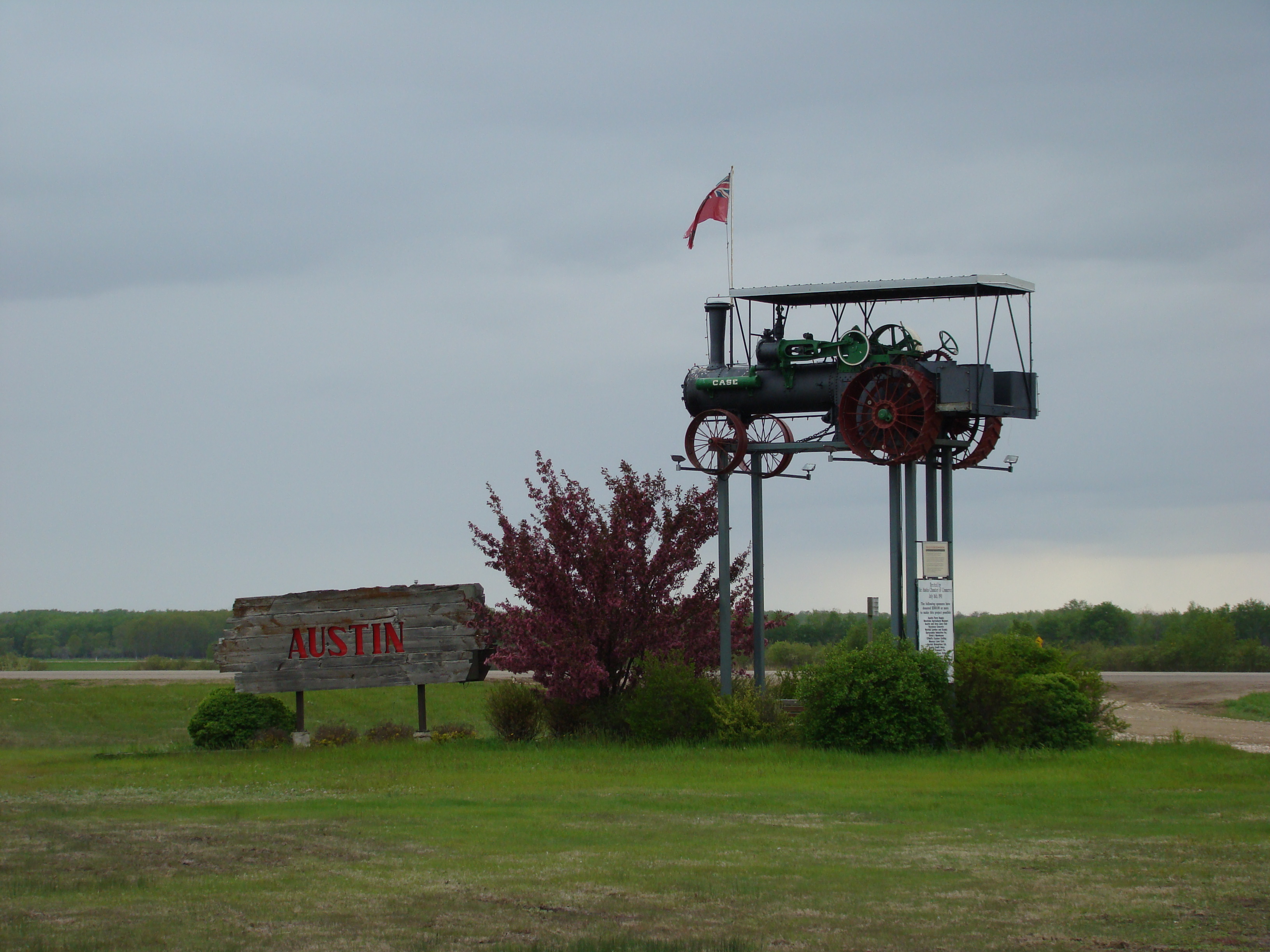
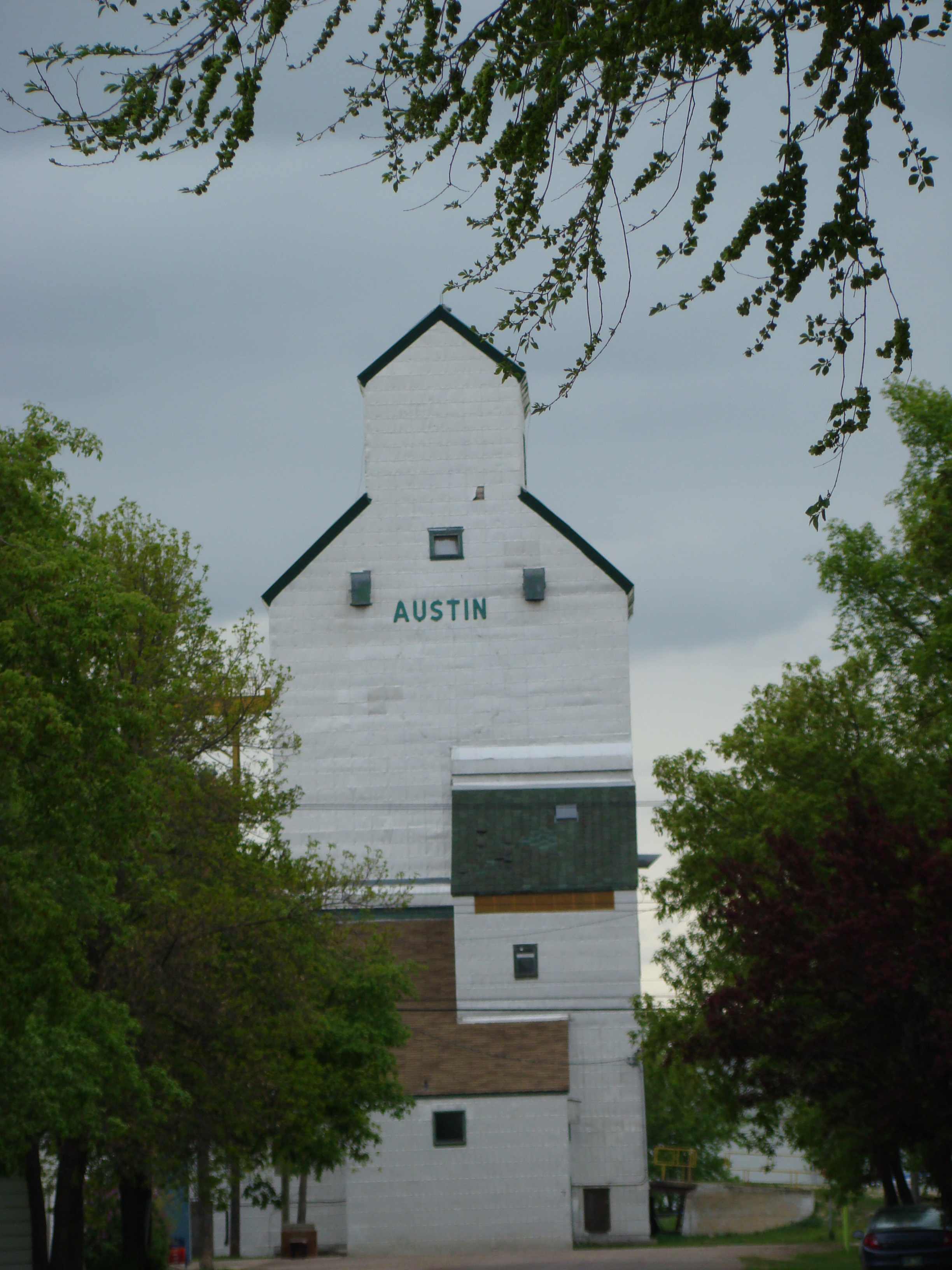
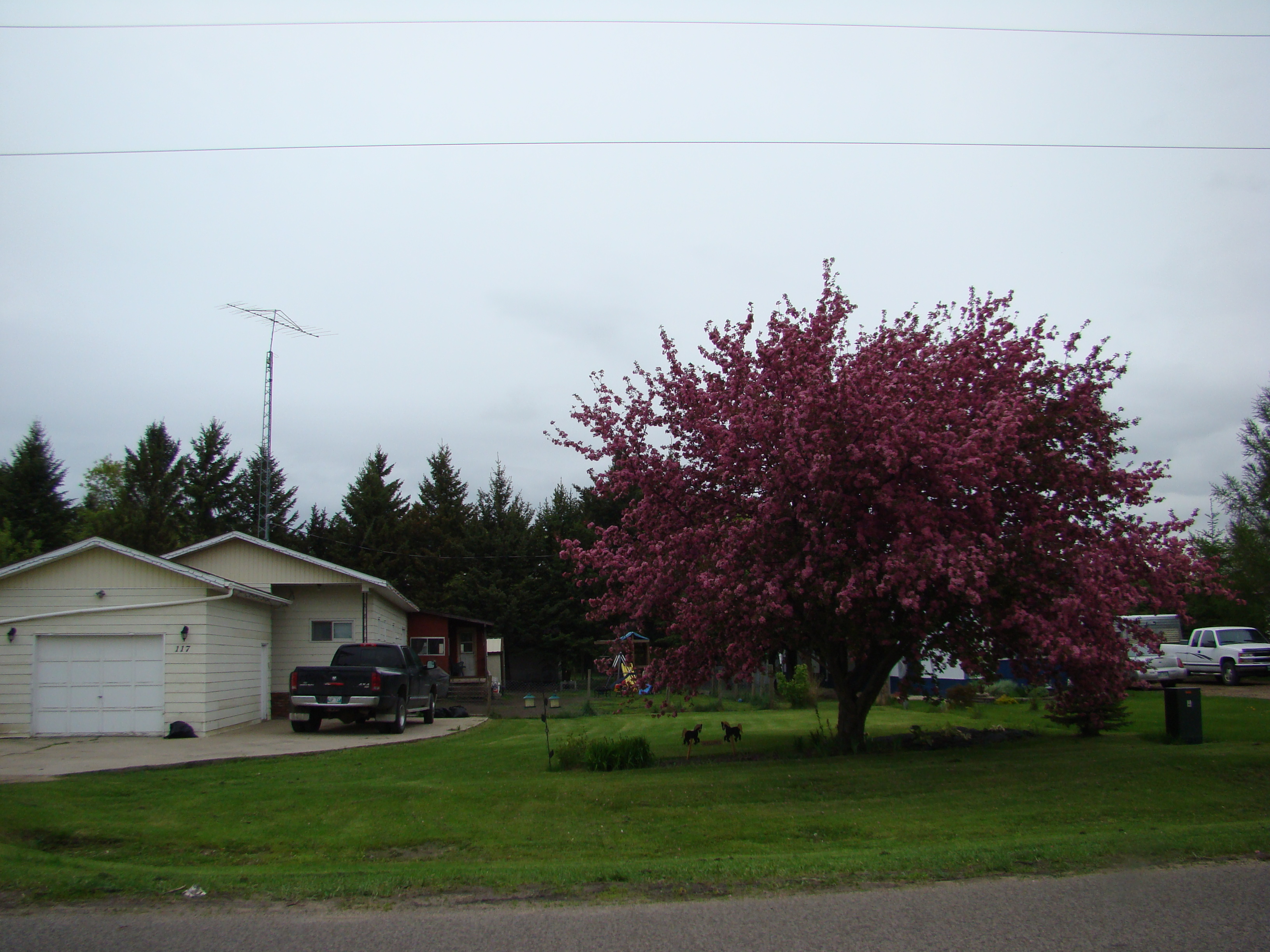
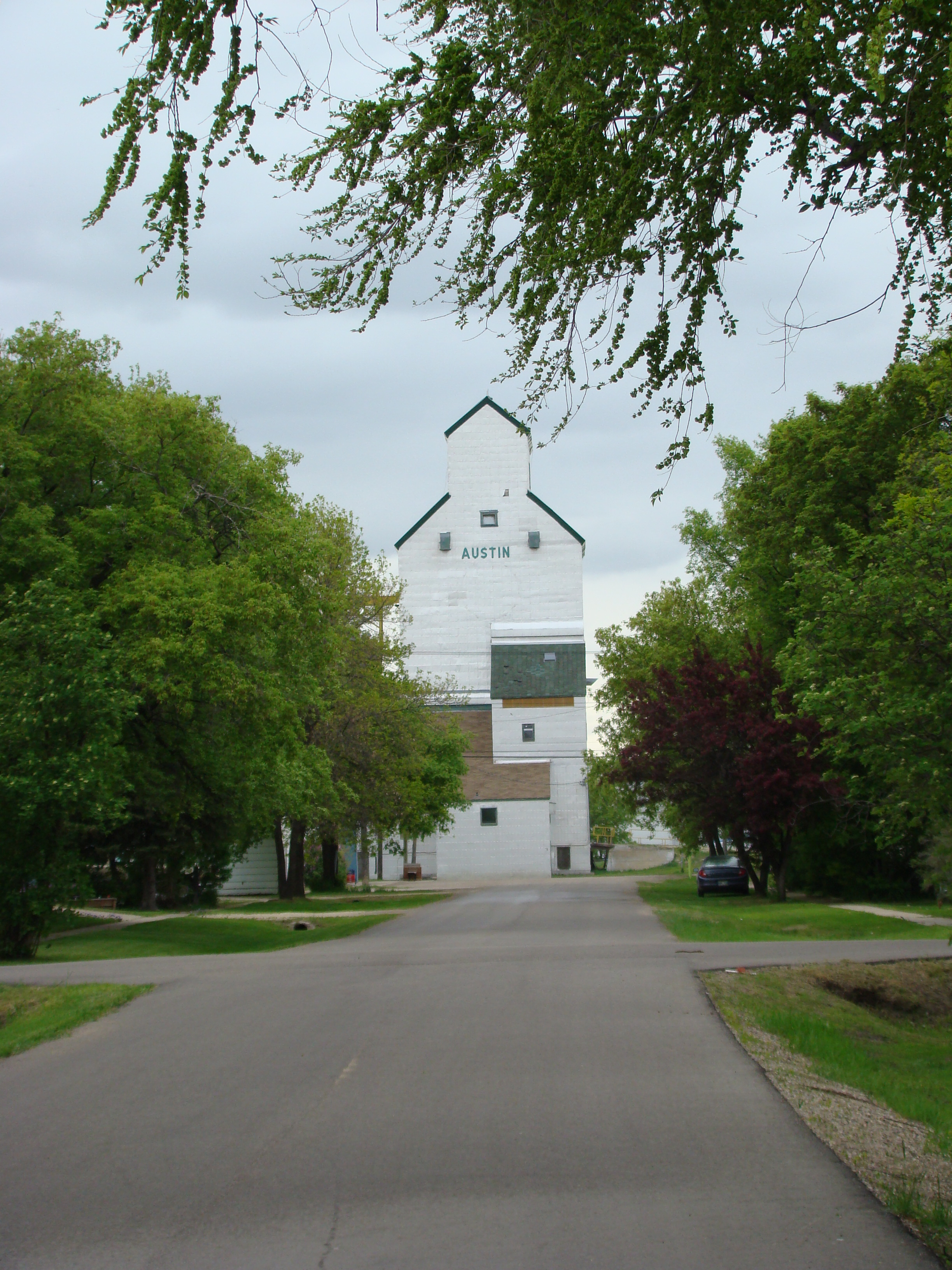
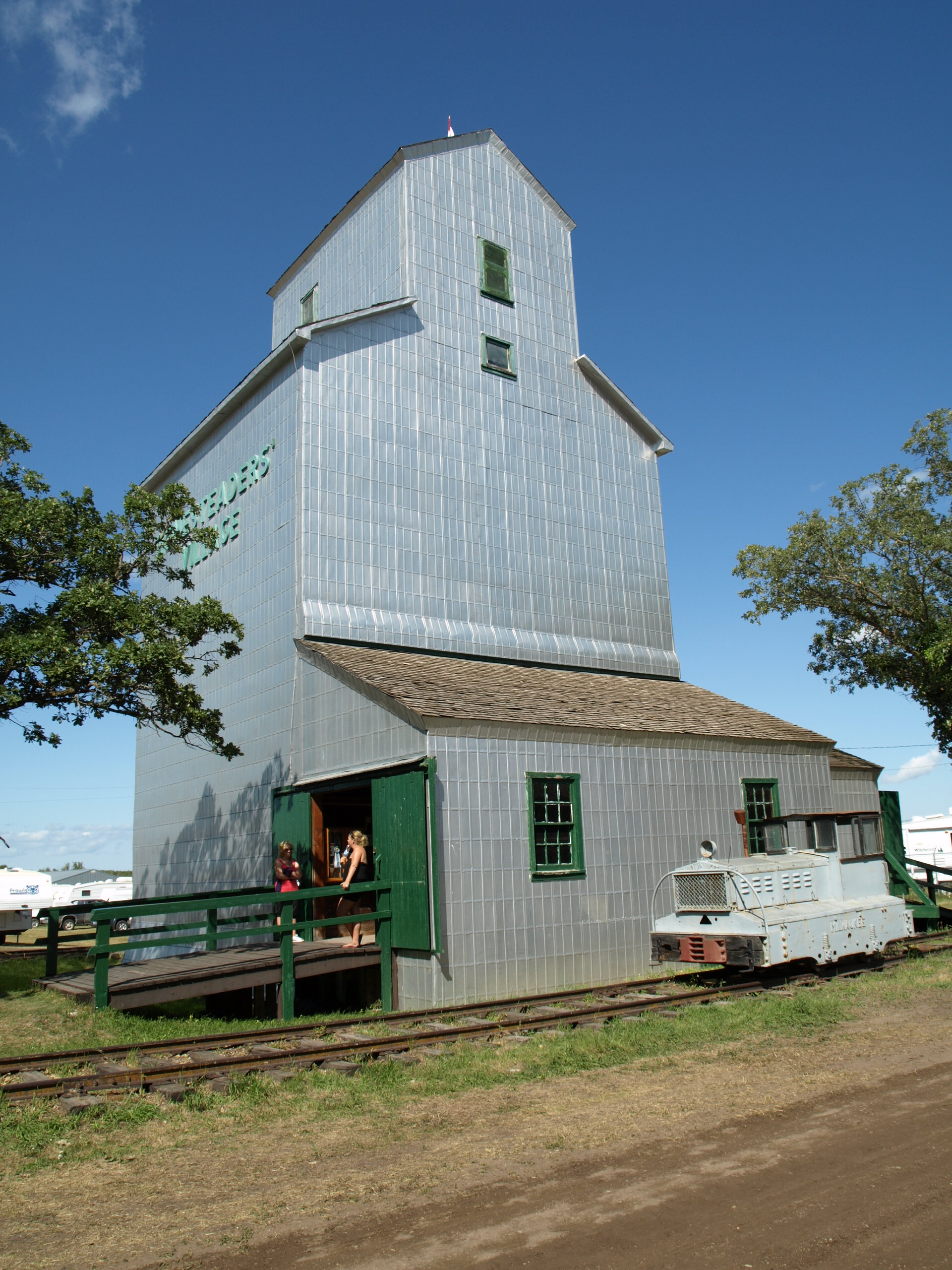
Сільськогосподарський музей
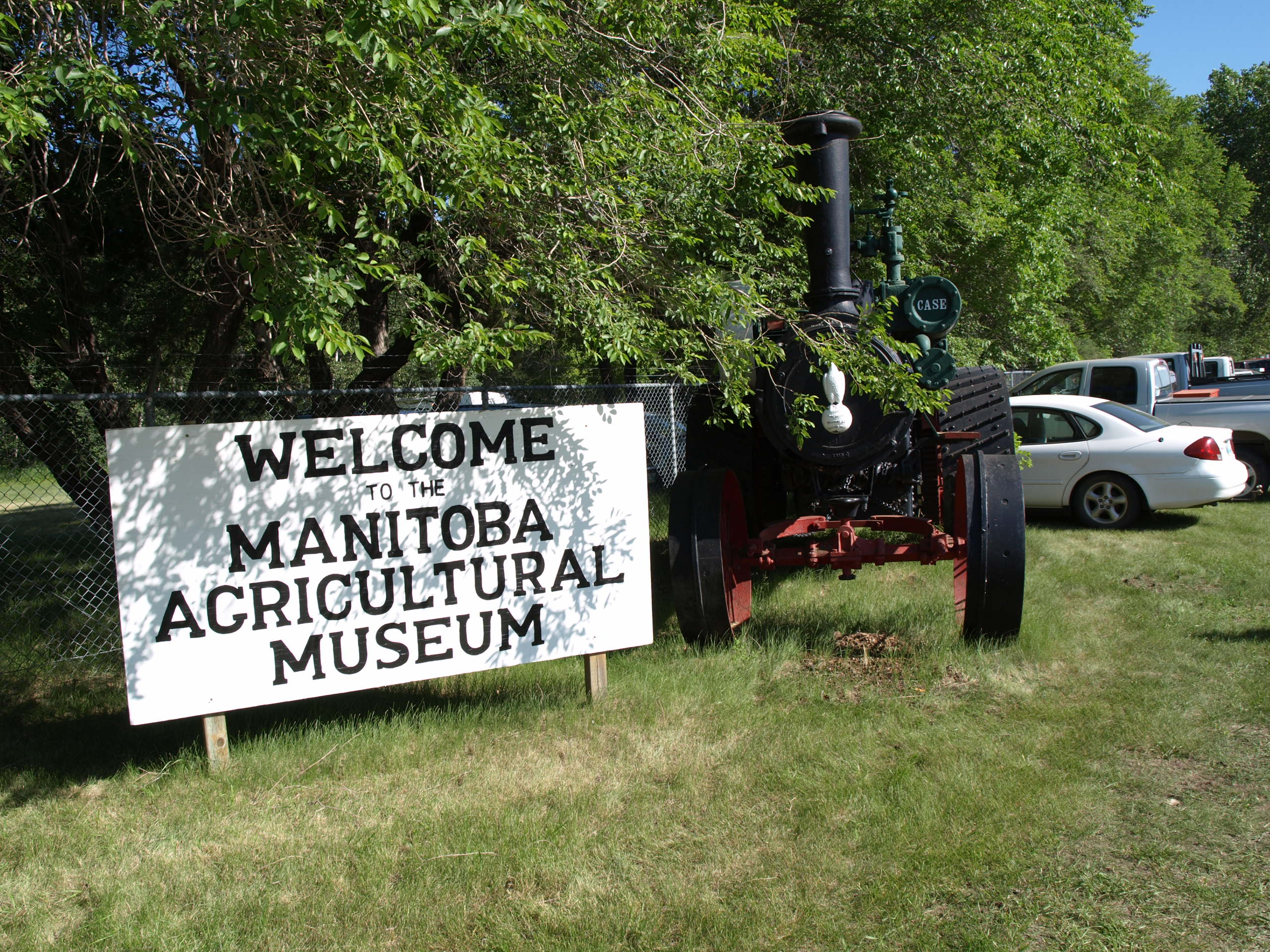
Сільськогосподарський музей
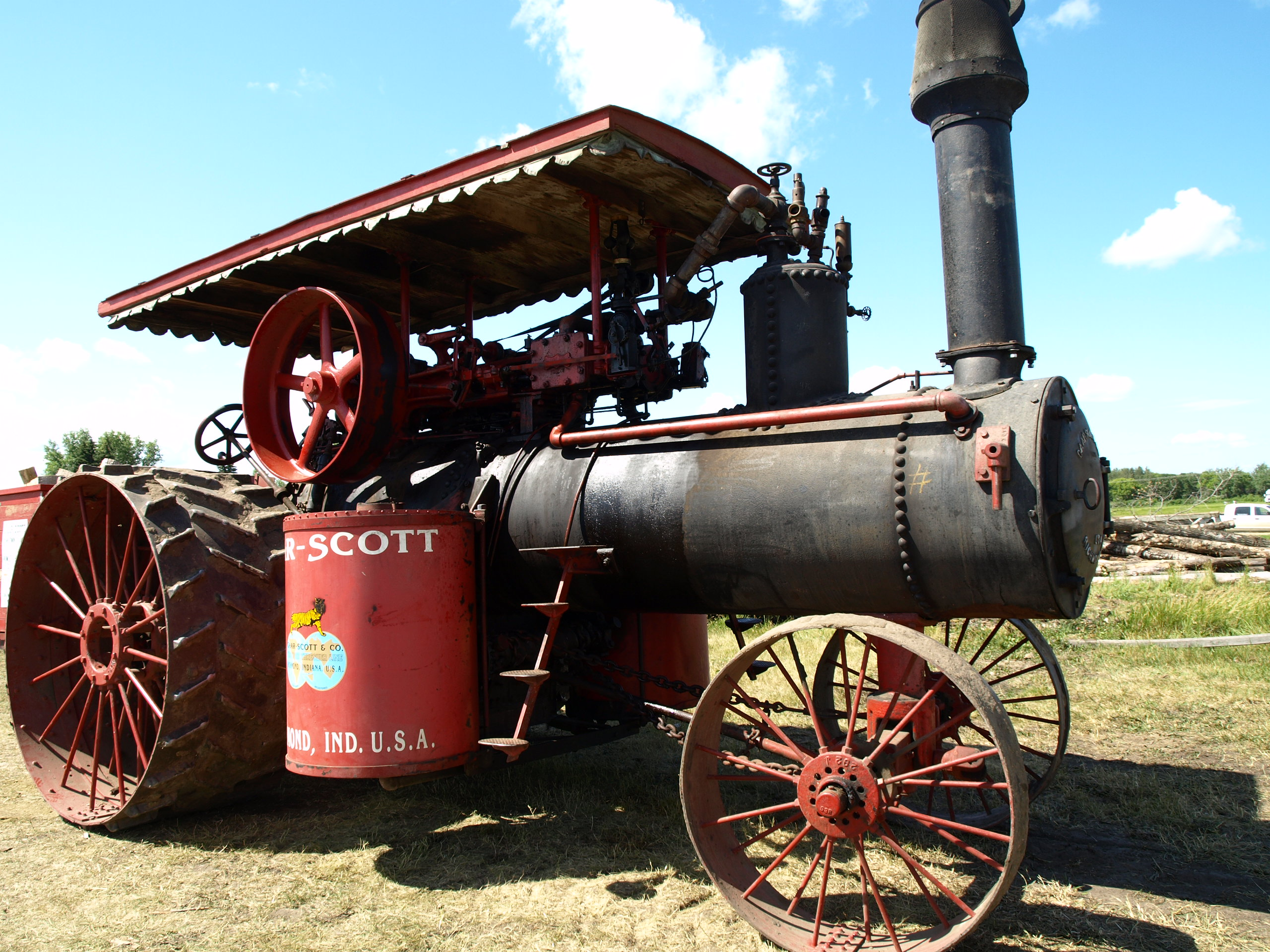
Сільськогосподарський музей
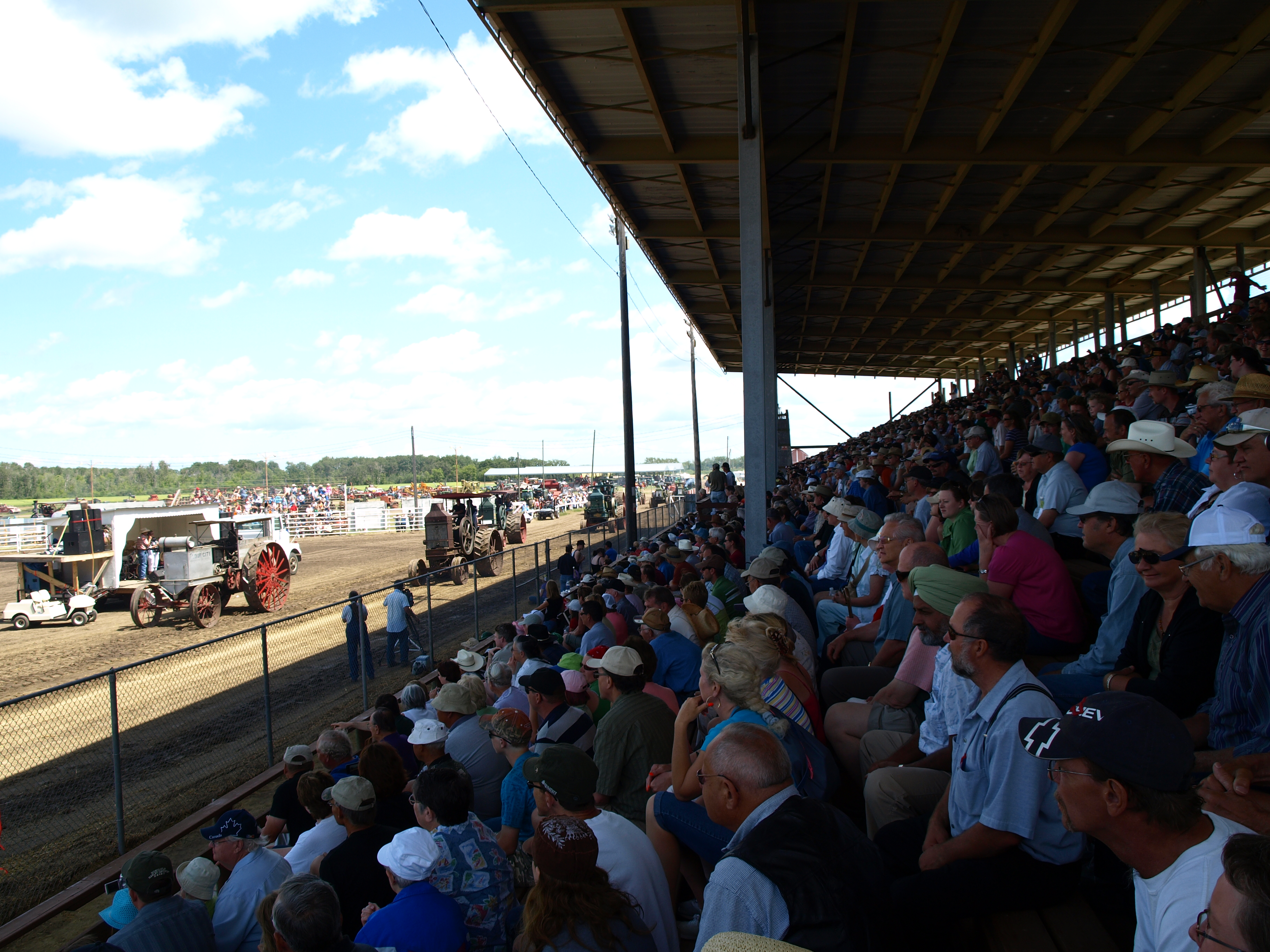
Сільськогосподарський музей